# Sprachnudel.de
Sprachnudel.de ist ein webbasiertes Sprachportal und modernes Online-Wörterbuch der deutschen Sprache. Es kombiniert klassische Wörterbuchfunktionen mit kreativen und linguistischen Werkzeugen zur Analyse, Erkundung und Anwendung der Sprache. Die Plattform hat sich seit ihrer Gründung 2005 zu einem Referenzangebot entwickelt und wird in wissenschaftlichen, bildungsbezogenen sowie kommunalen Kontexten genutzt. Die Webseite wird von Silvan Maaß und Naden Badalgogtapeh betrieben.

## Geschichte
Sprachnudel.de ging im März 2005 als Wörterbuch der Umgangssprache online – zunächst mit kleinem Wortbestand und einem besonderen Fokus auf Okkasionalismen und sprachlichen Trends. Im Laufe mehrerer Versionen wuchs der Wortbestand bis Juli 2022 stetig weiter: Aus dem ursprünglich umgangssprachlich orientierten Wörterbuch entwickelte sich ab diesem Zeitpunkt ein umfassendes Sprachportal mit 224.031 Wörterbucheinträgen. (Stand Juli 2025 sind es 231.192 Wörter) zu verschiedenen Sprachvarietäten, das heute vielfältige Funktionen rund um die deutsche Sprache bietet. Eine ausführliche Besprechung der Plattform erschien im Oktober 2022 im Weblog „Clickomania“ des Schweizer Journalisten Matthias Schüssler. Darin wird Sprachnudel.de als vielseitiges, nutzerfreundliches Werkzeug zur Wortanalyse beschrieben.

## Konzept
Das Online-Wörterbuch von Sprachnudel.de basiert auf einem partizipativen Ansatz: Nutzerinnen und Nutzer können neue Wörter samt deren Bedeutung eintragen und bestehende Einträge durch weitere Bedeutungen, Beispielsätze, Angaben zum Sprachgebrauch sowie Kommentare ergänzen. Dieser gemeinschaftlich getragene Ausbau ermöglicht eine kontinuierliche Erweiterung des Angebots.

## Wörterbuch Inhalte
Im Jahr 2022 wurde der Datenbestand zusätzlich durch zahlreiche neue Einträge aus dem Wiktionary ergänzt, die komplett neu strukturiert und inhaltlich zumeist erweitert wurden.

### Linguistische Daten
Das Wörterbuch umfasst umfangreiche Angaben zu häufigen Rechtschreibfehlern, zu Sprachvarietäten sowie zum Sprachgebrauch. Eine Einteilung in verschiedene Themenwortschätze, Angaben zu Aspekten der quantitativen Linguistik wie Worthäufigkeiten, Buchstabenhäufigkeiten, Wortlänge und etwaige Zugehörigkeit zum Grundwortschatz sind ebenfalls integriert. Des Weiteren findet man Assoziationen, Angaben zu Polysemie, Homophonie und Paronymie, Genderformen sowie Angaben zur Verwendung von Wörterbucheinträgen in Redewendungen, Sprichwörtern und Zitaten. Im Abschnitt „rhetorische Stilmittel“ findet man Angaben zu Archaismen, Diminutiven, Euphemismen, Maledicta, Onomatopoetika und Palindromen.

### Besondere Sammlungen
Die Sammlung umfasst über 6.000 Okkasionalismen, womit sich die Seite zu einer der größten Datenbanken für Gelegenheitsbildungen im deutschsprachigen Raum entwickelt hat. Das Wörterbuch verzeichnet zudem 1.515.485 Synonymverknüpfungen (Stand: Juli 2025).

### Spielerische Elemente
Der Abschnitt „Buchstabenspiele“ enthält funktionale Erweiterungen mit spielerischem Charakter, in dem Angaben zum Scrabble-Buchstabenwert eines Eintrages zu finden sind oder ob ein Eintrag für Kategorien – und wenn ja für welche – des Spiels „Stadt, Land, Fluss“ geeignet ist. Angaben zu möglichen Anagrammen runden diesen Abschnitt ab. Ebenfalls zu nennen sind die „Wortkarten“, die Wörter – insbesondere für Kinder – visuell aufbereiten und spielerisch zugänglich machen. Sie verfügen über Angaben zur Wortart, der Aussprache in IPA-Lautschrift sowie einen Wert von 0 bis 100 für die Worthäufigkeit und Wortschwierigkeit. Zudem findet man den Scrabble-Buchstabenwert darauf.

### Publikationen
Im Jahr 2008 wurden zusammen mit der Verlagsgruppe Droemer Knaur Auszüge der Sprachnudel in Buchform veröffentlicht.

## Qualitätssicherung
Zur Qualitätssicherung werden Einträge von einer Lexikografin bzw. einem Lexikografen überprüft. Inhalte, die den formalen und inhaltlichen Anforderungen der Plattform entsprechen, erhalten das Prüfsiegel „verifizierter Eintrag“. Dieses Verfahren stellt sicher, dass trotz der offenen Struktur eine konsistente lexikografische Qualität gewährleistet bleibt.

## Funktionen
Sprachnudel.de bietet zahlreiche Suchfunktionen, darunter:
- Wörterbuchsuche[10]: durchsucht das Wörterbuch nach eingegebenen Begriffen
- Wortsuche[11]: eine gezielte Suche nach Wortlängen oder Wortbestandteilen wie bspw. Wortanfänge oder Wortendungen sowie weiteren Kriterien
- Wortfinder[12]: eine Wortmustersuche (Suche mit Platzhaltern)
- Synonymsuche[13]: eine thesaurusgestützte Wortsuche
- Reimsuche[14]: Identifikation von Reimwörtern passend zu einem eingegebenen Wort
- Zitatsuche[15]: Findet Zitate mit erloschenem Urheberrecht zu einem eingegebenen Wort
- Wörterverzeichnis[16]: geordnete Sammlung von Wörtern nach diversen Kriterien

Die Startseite bietet einen strukturierten Zugang zu verschiedenen Themenbereichen und Wortarten. Neben einem zentralen Suchfeld finden sich dort ein „Wegweiser“ zu grammatikalischen Kategorien, Listen neu eingetragener Wörter, Bedeutungen, Beispielsätze, Okkasionalismen sowie häufig genutzte Wörter und neue Kommentare.

## Linguistische und didaktische Ausrichtung
Sprachnudel.de versteht sich nicht nur als Online-Wörterbuch, sondern auch als Werkzeug zur Sprachförderung und Sprachbildung. Die Seite integriert Aspekte der Didaktik und Sprachwissenschaft, um Sprachbewusstsein, Ausdrucksfähigkeit und kreative Textarbeit zu fördern. Die Plattform eignet sich für schulische Kontexte ebenso wie für den Einsatz in der Erwachsenenbildung, Sprachtherapie oder für das kreative Schreiben. Dabei deckt sie zahlreiche Themenbereiche ab, darunter Dialektologie, Etymologie, Morphologie, Semantik, Soziolinguistik, Varietätenlinguistik, Lyrik sowie Rhetorik.

### Wissenschaftliche und didaktische Anwendung
Sprachnudel.de findet in wissenschaftlichen und didaktischen Kontexten Anwendung: So wird die Plattform im „ide-Heft“ 1-2011 (informationen zur deutschdidaktik – Zeitschrift für den Deutschunterricht in Wissenschaft und Schule) als Beispiel für die Beobachtung und Bewertung jugendsprachlicher Wortneubildungen genannt. In der Zeitschrift für Diskursforschung Heft 3/2013 des sozialwissenschaftlichen Fachverlags Beltz Juventa wird Sprachnudel.de als „Wörterbuch der Jetztsprache“ zitiert und als Portal beschrieben, das Internetjargon dokumentiert und analysiert. Das wissenschaftliche Kompendium zur Internetlexikografie nennt Sprachnudel.de explizit als deutsches Pendant zum englischsprachigen Urban Dictionary und hebt dessen Rolle bei der Erfassung von Szenesprache und Gelegenheitsbildungen hervor.
Die Universitätsbibliothek Münster führt Sprachnudel.de in ihrem Thesaurus-Leitfaden als Beispiel für ein umfassendes Lexikon und Wortschatz-Werkzeug der deutschen Sprache auf, das auch Inhalte von OpenThesaurus, DWDS, Wiktionary und Wikipedia integriert.
Das Kompetenzzentrum für Lehrerfortbildung der Universität Osnabrück (KOS) empfiehlt Sprachnudel.de als nützliches digitales Tool und beschreibt es als „Nachschlagewerk für die deutsche Sprache; Lexikon und Wortschatz mit 230.000 Einträgen“.
Die Hochschule für angewandte Wissenschaft und Kunst (HAWK) verweist in ihren Informationen zur geschlechtergerechten Sprache auf Sprachnudel.de als Quelle für „Wissenswertes zum Gendern und Genderwörterbuch“.

### Bildungsangebote
Sprachnudel.de wird in verschiedenen Online-Bildungsangeboten als Informationsquelle genannt. So verweist die Bildungsregion Bamberg in einem Artikel zu Zungenbrechern auf Inhalte von Sprachnudel.de. Auch der Deutsche Bildungsserver stellt Sprachnudel.de als umfassendes Nachschlagewerk zur deutschen Sprache vor. Das Netzwerk Stiftungen und Bildung erwähnt Sprachnudel.de im Kontext von E-Book-Angeboten für ukrainische Geflüchtete.

### Kommunale Anwendung
Verschiedene deutsche Kommunen nutzen Sprachnudel.de als Ressource in ihren Bildungs- und Integrationsangeboten. Die Stadt Bonn empfiehlt die Plattform auf ihrer offiziellen Website als Lernportal für Deutsch als Fremdsprache. Die Stadt Oldenburg führt Sprachnudel.de in ihrer umfangreichen Linksammlung zum Online-Deutschlernen auf und beschreibt es als „Website, welche viele Informationen über die deutsche Sprache sowie konkrete Lernübungen bereitstellt. Zusätzlich gibt es viele Erklärungen zur Grammatik und der Verwendung von Wörtern sowie Tipps, welche unterschiedlichen Lernmethoden es gibt“.

## Einordnung und Vergleich
Sprachnudel.de positioniert sich in der Landschaft deutschsprachiger Online-Wörterbücher zwischen etablierten Referenzwerken und spezialisierten Plattformen. Im Vergleich zum Wiktionary verfolgt es einen stärker spielerischen und anwendungsorientierten Ansatz, während es gegenüber dem Duden Online eine breitere Erfassung umgangssprachlicher Begriffe anstrebt. Die Plattform unterscheidet sich von reinen Übersetzungswörterbüchern wie LEO durch ihren monolingualen Fokus auf die deutsche Sprache und die Einbeziehung soziolinguistischer Aspekte. Gegenüber dem DWDS (Digitales Wörterbuch der deutschen Sprache) bietet Sprachnudel.de weniger historische Tiefe, dafür aber eine stärkere Berücksichtigung aktueller Sprachentwicklungen und Neologismen. Im internationalen Vergleich wird Sprachnudel.de als deutsches Pendant zum englischsprachigen Urban Dictionary betrachtet, wobei es sich durch seinen wissenschaftlicheren Ansatz und die Integration didaktischer Elemente von rein crowdsource-basierten Slang-Wörterbüchern abhebt.

## Zielgruppe
Sprachnudel.de richtet sich an ein breites Publikum: Sprachlernende, Lehrkräfte, professionelle Schreibende, Sprachtherapeuten und alle, die mit Sprache arbeiten oder sich für deren Strukturen interessieren.